# Anarquia d'Anglaterra
L'"Anarquia" fou un període històric que es va desenvolupar a Anglaterra durant el regnat del rei Esteve de Blois (1135-1154), que es va caracteritzar per la inestabilitat i la guerra civil. El període va estar marcat per la crisi en la successió a la corona d'Anglaterra, després de la mort del rei Enric I d'Anglaterra, l'any 1135, en la qual es van disputar el tron Esteve i la seva cosina, l'emperadriu Matilde. Encara que Esteve va ser coronat rei, l'estat de guerra permanent entre els seguidors de tots dos bàndols va impedir el govern efectiu del país durant gairebé tot el regnat d'Esteve. La situació de crisi no es va resoldre fins al 1153, un any abans de la mort d'Esteve, quan pel Tractat de Wallingford es va nomenar hereu de la corona al fill de Matilde, el futur rei Enric II d'Anglaterra, fet que va significar l'establiment de la dinastia Plantagenet a la corona d'Anglaterra.